# Ranunculus chodzhamastonicus
Ranunculus chodzhamastonicus är en ranunkelväxtart som beskrevs av P.N. Ovchinnikov och S.Yu. Yunusov. Ranunculus chodzhamastonicus ingår i släktet ranunkler, och familjen ranunkelväxter. Inga underarter finns listade i Catalogue of Life.